# سعيد بن هشام
سعيد بن هشام بن عبد الملك بن مروان بن الحكم الأموي القرشي (ق 128 هـ / 745م) أمير أموي، أبوه الخليفة هشام بن عبد الملك ولاه أبوه غزو الروم في سنة 107 هـ و109 هـ مع عمه مسلمة بن عبد الملك وكان سعيد على أهل الشام ومسلمة على جميع الناس، وفي عام 111 هـ غزا الروم حتى بلغ مدينة قيسارية. وفي عام 127 هـ شارك في ثورة أخيه سليمان بن هشام ضد الخليفة الأموي مروان بن محمد ولما أنهزموا هرب وتحصن في مدينة حمص، فحاصرها مروان بن محمد حصاراً شديداً، ثم أعطى أهل حمص الأمان على أن يسلموه سعيد بن هشام وولديه عثمان بن سعيد، ومروان بن سعيد فسجنهم مروان بن مُحَمد في سجن حران ثم قتلوا لاحقاً.

## نسبه
هو سعيد بن هشام بن عبد الملك بن مروان بن الحكم بن أبي العاص بن أمية بن عبد شمس بن عبد مناف بن قصي بن كلاب الأموي العبشمي القرشي، وأمه أم ولد. قال البلاذري ويُقَال أن أمه أم عثمان بن سعيد بن خالد بن عمرو بن عثمان بن عفان.